# Порушення митних правил
Порушення митних правил — комплекс адміністративних порушень, яке репрезентує собою протиправні, винні (умисні або з необережності) дії чи бездіяльність, що посягають на встановлений законом порядок переміщення товарів, транспортних засобів комерційного призначення через митний кордон України, пред'явлення їх митним органам для проведення митного контролю та митного оформлення, а також здійснення операцій з товарами, що перебувають під митним контролем або контроль за якими законом покладено на митні органи, і за які Митним кодексом України передбачена адміністративна відповідальність.

## У світі

### В країнах ЄС
За положеннями ч. 2 ст. 3 Директиви (ЄС) 2017/1371 Європейського Парламенту та Ради від 5 липня 2017 року про боротьбу з шахрайством, спрямованим проти фінансових інтересів Союзу, кримінально-правовими засобами, шахрайством, яке завдає шкоди фінансовим інтересам Союзу, вважається будь-яка дія чи бездіяльність щодо:
- використання або надання неправдивих, невірних або неповних тверджень чи документів, наслідком чого є незаконне привласнення або неправомірне утримання коштів або активів з бюджету ЄС або з бюджетів, управління якими здійснюється Союзом або від його імені;
- нерозголошення інформації в порушення конкретного зобов’язання, що призводить до таких самих наслідків; або
- неправомірне використання таких коштів або активів, тобто витрачання на інші цілі, ніж це було обумовлено цільовим призначенням.

Відповідно до приписів ст. 7 вищезгаданого міжнародного документа якщо збитки внаслідок шахрайства перевищують 10 0000 євро, то такий злочин вважається тяжким (не менше 4 років позбавлення волі). Якщо збитки менші за 10 000 євро, то країни-члени можуть застосовувати інші, ніж кримінальні, види покарань.

#### Румунія
Стаття 653 Рішення № 707 від 7 червня 2006 р. «Про затвердження Положення про застосування Митного кодексу Румунії» передбачає, що штрафом у розмірі від 3000 до 8000 леїв караються наступні митні правопорушення:
- приховування товарів від митного контролю (з конфіскацією таких товарів);
- розвантаження, навантаження або перевантаження товарів на суднах без митного дозволу або без згоди митного органу (з конфіскацією таких товарів);
- відчуження у будь-якій формі товарів під час митного транзиту (з конфіскацією таких товарів);
- подання митної декларації та документа про походження, що містить помилкові дані щодо походження товару;
- подання митної декларації та супровідних документів, що містять помилкові дані щодо фактурної вартості товару;

подання митної декларації та супровідних документів, що містять помилкові дані щодо виду товару (якщо це порушення впливає на встановлення ввізних мит та інших зборів, які стягуються митним органом при випуску товарів у вільний обіг, незаявлені у митній декларації – товари конфіскуються).

#### Литва
Законодавство Литви (ст. 212 Кодексу про адміністративні правопорушення) передбачає, що у разі подання недостовірної та/або неповної інформації у грошовій декларації або декларації про розкриття готівки накладається штраф від 200 до 1 200 євро.

#### Нідерланди
У Нідерландах особа, яка зобов’язана подати декларацію про переміщення готівки і робить це неповно/неправильно, буде каратися штрафом третьої категорії, тобто у сумі 8 700 євро.

### США
За адміністративно-деліктними положеннями митного законодавства США порушенням митних правил визначається, зокрема, недекларування товарів, транспортних засобів комерційного призначення або заявлення в митній декларації неправдивих відомостей. Йдеться про те, що згідно зі ст. 1584 глави 4 «Акт про митний тариф» від 1930 р. розділу 19 «Митні обов’язки» Зводу законодавства Сполучених Штатів Америки будь-який капітан будь-якого судна та будь-яка особа, відповідальна за будь-який транспортний засіб, що прямує до Сполучених Штатів, який не надасть митну декларацію посадовій особі митної служби чи прикордонної служби на її вимогу, підлягає покаранню у вигляді штрафу у розмірі 1000 доларів США, і якщо будь-який товар, включаючи морські запаси, знайдено на борту такого судна чи транспортного засобу або після його розвантаження, яке не включено чи не описано у згаданій митній декларації або не відповідає її відомостям, капітан такого судна чи особа, відповідальна за транспортний засіб або власник такого судна чи транспортного засобу або будь-яка особа, прямо чи опосередковано відповідальна за будь-яку розбіжність між товаром і митною декларацією, підлягає штрафу, сума якого дорівнює вартості товару, але не є меншою за 10 000 доларів США з конфіскацією відповідного товару. Водночас, якщо митна та прикордонна служба переконається, що митна декларація була втрачена, випадково зіпсована або підготовлена з помилками без навмисного шахрайства, або є недостовірною через канцелярську чи іншу помилку, і жодна частина товару не провозилась з ухиленням від митного контролю – штрафні санкції не застосовуються. Для цілей цього підрозділу термін «канцелярська помилка» означає необережну, ненавмисну чи друкарську помилку під час підготовки, складання чи подання (електронним чи іншим способом) митної декларації. Описки чи канцелярські помилки не вважаються порушеннями, лише якщо вони не є частиною моделі недбалої або умисної шахрайської поведінки. Просте ненавмисне повторення електронною системою початкової помилки не є зразком недбалої поведінки.
Також, митне законодавство США передбачає адміністративну або кримінальну відповідальність за пособництво у незаконному ввезенні товарів на митну територію держави. Так, за змістом ст. 1595а глави 4 «Акт про митний тариф» від 1930 р. розділу 19 «Митні обов’язки» Зводу законодавства Сполучених Штатів Америки за винятком випадків, передбачених законом, кожне судно, транспортний засіб, тварина, повітряне судно чи інша річ, яка використовується, для допомоги чи для сприяння шляхом отримання інформації чи будь-яким іншим способом ввезенню, провезенню, розвантаженню, висадці, вивезенню, приховуванню, зберіганню або подальшому перевезенню будь-яких предметів, які намагались ввезти, ввозять, були ввезені в Сполучені Штати всупереч закону, чи на такому судні, транспортному засобі, тварині, літаку чи іншій речі чи іншим чином можуть бути вилучені. При цьому, кожна особа, яка керує, допомагає фінансово чи іншим чином або будь-яким чином залучена до будь-якої незаконної діяльності, зазначеної в попередньому підрозділі, підлягає покаранню, розмір якого дорівнює вартості відповідних товарів декларації
Відповідальність тягне за собою подання американській митній та прикордонній службі недостовірних сертифікатів про походження товарів, у тому числі на підставі двосторонніх торгівельних угод. Зокрема, за ст. 1592 глави 4 «Акт про митний тариф» від 1930 р. розділу 19 «Митні обов’язки» Зводу законодавства Сполучених Штатів Америки незаконним є засвідчувати у рамках шахрайств або внаслідок грубого недбальства походження товару з держави, з якою укладена угода про сприяння торгівлі. Водночас, жодне покарання не накладається, якщо експортер або виробник, який видав сертифікат походження, одразу після того, як він довідався про підстави вважати, що така сертифікація ґрунтується на недостовірній інформації, добровільно надасть письмове повідомлення про таку неправильну інформацію. кожній особі, якій видано сертифікат. Також, особа не вважається такою, що допустила порушення, якщо: 
1. інформація була правильною на момент її надання в сертифікаті походження, але пізніше була визнана неправильною через зміну обставин;
2. особа негайно та добровільно надала письмове повідомлення про зміну обставин всім особам, яким особа надала сертифікат.

## В Україні

### Суб'єкти порушення митних правил
Митний кодекс України визначає суб'єкта адміністративної відповідальності за порушення митних правил, вказуючи, що ним можуть бути фізична особа, яка на момент вчинення правопорушення досягла 16-річного віку, а при вчиненні порушень митних правил підприємствами— посадові особи цих підприємств.
Серед загальних суб'єктів виділяють і так звані спеціальні суб'єкти (ті, яким властиві певні особливості щодо вчинення тих чи інших правопорушень або які не несуть адміністративну відповідальність на загальних підставах). До них можна віднести:
1. посадових осіб державних органів;
2. посадових осіб суб'єктів господарювання (митних складів, магазинів безмитної торгівлі);
3. осіб, які протягом року притягалися до відповідальності за вчинення правопорушення митних правил.

### Види порушення митних правил
Під юридичним складом порушення митних правил розуміють передбачену нормами митного права сукупність ознак, при наявності яких те чи інше протиправне діяння можна кваліфікувати як порушення митних правил.

#### Об'єкт порушення митних правил
1. загальний об'єкт, яким є суспільні відносини, що регулюються різними галузями права й охороняються адміністративними санкціями. Такий об'єкт є спільним для всіх видів адміністративних правопорушень, у тому числі для порушення митних правил.
2. родовий об'єкт — однорідні групи суспільних відносин, які в сукупності складають загальний об'єкт. У даному випадку цим об'єктом виступають суспільні відносини в галузі державної митної справи, предметом яких, зокрема, являються порядок і умови переміщення товарів через митний кордон України, їх митний контроль та митне оформлення, застосування механізмів тарифного і нетарифного регулювання зовнішньоекономічної діяльності, справляння митних платежів, ведення митної статистики, обмін митною інформацією, ведення Української класифікації товарів зовнішньоекономічної діяльності, здійснення відповідно до закону державного контролю нехарчової продукції при її ввезенні на митну територію України, запобігання та протидія контрабанді, боротьба з порушеннями митних правил, організація і забезпечення діяльності органів доходів і зборів та інші заходи, спрямовані на реалізацію державної політики у сфері державної митної справи;
3. видовий об'єкт — самостійний складовий різновид родового об'єкта, відокремлена група суспільних відносин, загальних для ряду проступків (наприклад, суспільні відносини, пов'язані з дотриманням митних режимів, процедур митного оформлення, контролю, порядку сплати митних платежів);
4. безпосередній об'єкт — одне або кілька суспільних відносин, яким спричиняється шкода певним правопорушенням (наприклад, відносини що визначають режим зони митного контролю.

### Відповідальність за порушення митних правил

#### Адміністративна відповідальність
Діяннями, за вчинення яких як за порушення митних правил Митним кодексом України передбачена адміністративна відповідальність є, зокрема:
- недекларування товарів, транспортних засобів комерційного призначення;
- перевищення строку тимчасового ввезення товарів, у тому числі транспортних засобів особистого користування, транспортних засобів комерційного призначення або строку тимчасового вивезення товарів чи втрата транспортних засобів;
- переміщення або дії, спрямовані на переміщення товарів, транспортних засобів комерційного призначення через митний кордон України поза митним контролем ;
- переміщення або дії, спрямовані на переміщення товарів через митний кордон України з приховуванням від митного контролю та інші.

#### Кримінальна відповідальність
При цьому, митне законодавство встановлює, що адміністративна відповідальність за передбачені ним правопорушення настає у разі, якщо ці правопорушення не тягнуть за собою кримінальну відповідальність. Наприклад:
- контрабанда — переміщення через митний кордон України поза митним контролем або з приховуванням від митного контролю культурних цінностей, отруйних, сильнодіючих, вибухових речовин, радіоактивних матеріалів, зброї або боєприпасів (крім гладкоствольної мисливської зброї або бойових припасів до неї), частин вогнепальної нарізної зброї, а також спеціальних технічних засобів негласного отримання інформації;
- переміщення через митний кордон України поза митним контролем або з приховуванням від митного контролю лісоматеріалів або пиломатеріалів цінних та рідкісних порід дерев, лісоматеріалів необроблених, а також інших лісоматеріалів, заборонених до вивозу за межі митної території України (ст. 201 Кримінального кодексу України)[4]

#### Виключення адміністративної відповідальності за порушення митних правил
закон закріплює деякі особливі обставини, які виключають адміністративну відповідальність за недотримання приписів митних правил. Зокрема, не тягнуть за собою відповідальності:
- вчинення майже усіх порушень митних правил внаслідок аварії, дії обставин непереборної сили або протиправних дій третіх осіб, що підтверджується відповідними документами ;
- допущення у митній декларації помилок, які не призвели до неправомірного звільнення від сплати митних платежів або зменшення їх розміру, до незабезпечення дотримання заходів тарифного та/або нетарифного регулювання зовнішньоекономічної діяльності, якщо такі помилки не допускаються систематично;
- переміщення перевізником товарів через митний кордон з приховуванням від митного контролю шляхом подання документів із неправдивими відомостями, якщо відомості не стосуються кількості вантажних місць, їх маркування та номерів, а перевізником вжито заходів до перевірки правдивості зазначених відомостей або у разі неможливості такої перевірки внесений відповідного запис до міжнародної автомобільної накладної.

Ці положення узгоджуються зі стандартним правилом 25 Конвенції про гармонізацію та спрощення митних процедур, за яким у випадках, коли митне правопорушення відбулося в результаті форс-мажорних чи інших обставин, що не залежали від волі відповідної особи, та з її боку немає прояву недбалості або наміру здійснити обман, санкції не застосовуються, за умови, що ці факти встановлені належним чином задовільним для митної служби.
Прикладами можуть бути недотримання термінів, накладених на переміщення товарів під митним контролем, що спричинені механічною несправністю транспортних засобів, негодою або недозволеним через надзвичайну ситуацію операціям в аеропорту. Відповідній фізичній особі чи підприємству має забезпечуватись можливість обґрунтувати наявність цих обставин. Разом з тим, цей стандарт не застосовується до правопорушень, коли з боку особи є необережність або шахрайські наміри.

### Адміністративні стягнення за порушення митних правил
Адміністративне стягнення — це визначена в законі міра покарання у вигляді певних несприятливих заходів морального й матеріального характеру, яка застосовується щодо суб'єкта порушення митних правил за його протиправне діяння.
Відповідно до ст. 461 Митного кодексу України, за порушення митних правил можуть бути накладені такі стягнення:

#### Особисті стягнення

##### Попередження
Попередження — стягнення морального характеру, є офіційним попередженням правопорушника стосовно недопустимості таких діянь у майбутньому. Рішення про попередження приймається керівником митного органу або його заступником у формі постанови про накладення адміністративного стягнення. Постанова оголошується правопорушникові.
Попередження як захід відповідальності за порушення митних правил (тобто як адміністративне стягнення) слід відрізняти від попередження як заходу адміністративно-запобіжного. Незважаючи на однакову назву цих заходів і загальне призначення бути заходами адміністративного примусу, ці заходи відрізняються як за правовою природою, так і за правовими наслідками їх застосування.

#### Майнові стягнення

##### Штраф
Штраф — грошове стягнення, застосування якого передбачено майже за кожен вид порушення митних правил. Штраф полягає у покладенні на особу, яка притягується до адміністративної відповідальності за таке правопорушення, обов'язку сплатити до державного бюджету грошові кошти у сумі, яка визначається митним кодексом України залежно від виду та характеру вчиненого правопорушення.
Сплата штрафу, якщо при цьому не застосовується адміністративне стягнення у вигляді конфіскації товарів, транспортних засобів, як правило, не звільняє особу, яка вчинила порушення митних правил, від сплати митних платежів.

##### Конфіскація
Конфіскація товарів як адміністративне стягнення за порушення митних правил полягає у примусовому вилученні товарів, транспортних засобів і безоплатній передачі їх у власність держави. При цьому моторні транспортні засоби та несамохідні транспортні засоби, що буксируються ними, розглядаються як самостійні об'єкти конфіскації. Це стягнення може бути застосоване виключно за рішенням суду у випадках, обсязі та порядку, що визначаються митним кодексом України та іншими законами України. Конфіскація товарів і транспортних засобів застосовується незалежно від того, чи є ці товари, транспортні засоби власністю особи, яка вчинила правопорушення.
За дією в часі відносно впливу на правопорушника стягнення, що накладаються за вчинення порушення митних правил є одномоментними (разовими).
Якщо справи про порушення митних правил розглядаються судами (суддями), адміністративне стягнення за порушення митних правил може бути накладено не пізніше, ніж через шість місяців з дня вчинення правопорушення, а в разі розгляду судами (суддями) справ про триваючі порушення митних правил, — не пізніше, ніж через шість місяців з дня виявлення цих правопорушень.
У разі закриття кримінального провадження, але за наявності в діях правопорушника ознак порушення митних правил, адміністративні стягнення за порушення митних правил може бути накладено не пізніше ніж через три місяці з дня прийняття рішення про закриття кримінального провадження, але не пізніше ніж через два роки з дня вчинення правопорушення.

### Проблеми визначення складу порушення митних правил
За змістом роз'яснень міжнародних організацій, що спеціалізуються на питаннях митного адміністрування, країни загального права та деякі окремі країни цивільного права давно запровадили концепцію про відповідальність юридичних осіб, зважаючи на те, що учасниками експортно-імпортних операцій зазвичай є юридичні особи, а їх розмір та структура не завжди дозволяє встановити фізичну особу, яка є вигодонабувачем від правопорушення або бути єдиним суб'єктом, відповідальним за рішення, дію чи бездіяльність, яка визнана порушенням митних правил (наприклад, у випадку невиконання митних правил через недбалість правопорушення зазвичай є не стільки результатом одноособового рішення, скільки декількох корпоративних структур). Виникають питання й із застосуванням у зв'язку з вчиненням порушення митних правил певних заходів примусового характеру до відповідних юридичних осіб за обставин, коли вони не були учасниками будь-якого провадження, адже обвинувачення пред'явили лише їх законним представникам у особистій якості, а питання про недобросовісний та караний характер рішень юридичних осіб у рамках проваджень відносно її законних представників та учасників, не поставало, що не є сумісним із вимогою ст. 7 Конвенції про захист прав людини і основоположних свобод.
На додаток до того, досліджуються шляхи застосування положення митного законодавства про пріоритетне застосування кримінально-правових норм при кваліфікації поведінки учасників митних правовідносин перед адміністративно-деліктними нормами у світлі правової позиції Верховного Суду про те, що якщо діяння містить склад адміністративного правопорушення, то відповідно в її діях відсутні склади кримінальних правопорушень, зважаючи й на принципи гуманізму та верховенства права, а також правила про те, що за наявності будь-яких сумнівів щодо тлумачення та застосування норм права, ці сумніви мають вирішуватися на користь людини.
Наукові погляди та їх теоретико-правове обґрунтування, викладені науково-педагогічними працівниками Навчально-наукового інституту права та міжнародно-правових відносин Університету митної справи та фінансів у їх наукових напрацюваннях з питань відповідальності за порушення митних правил значною мірою відтворюються у правових позиціях найбільш авторитетних судів України, зокрема у Рішенні Конституційного Суду України щодо неконституційності безумовної конфіскації товарів, переміщення яких через митний кордон України заборонено або обмежено законодавством України та які були вилучені у зв'язку з допущеним їх власником порушенням порядку проходження митного контролю в зонах (коридорах) спрощеного митного контролю.